# Michael Warriner
Michael Henry Warriner, född 3 december 1908 i Chipping Norton, död 7 april 1986 i Shipston-on-Stour, var en brittisk roddare.
Warriner blev olympisk guldmedaljör i fyra utan styrman vid sommarspelen 1928 i Amsterdam.